# Falsepilysta olivacea
Falsepilysta olivacea là một loài bọ cánh cứng trong họ Cerambycidae.